# Bartolomé Leonardo de Argensola
Bartolomé Leonardo de Argensola (Barbastro, 26 agosto 1562 – Saragozza, 4 febbraio 1631) è stato un poeta, storico e presbitero spagnolo.

## Biografia

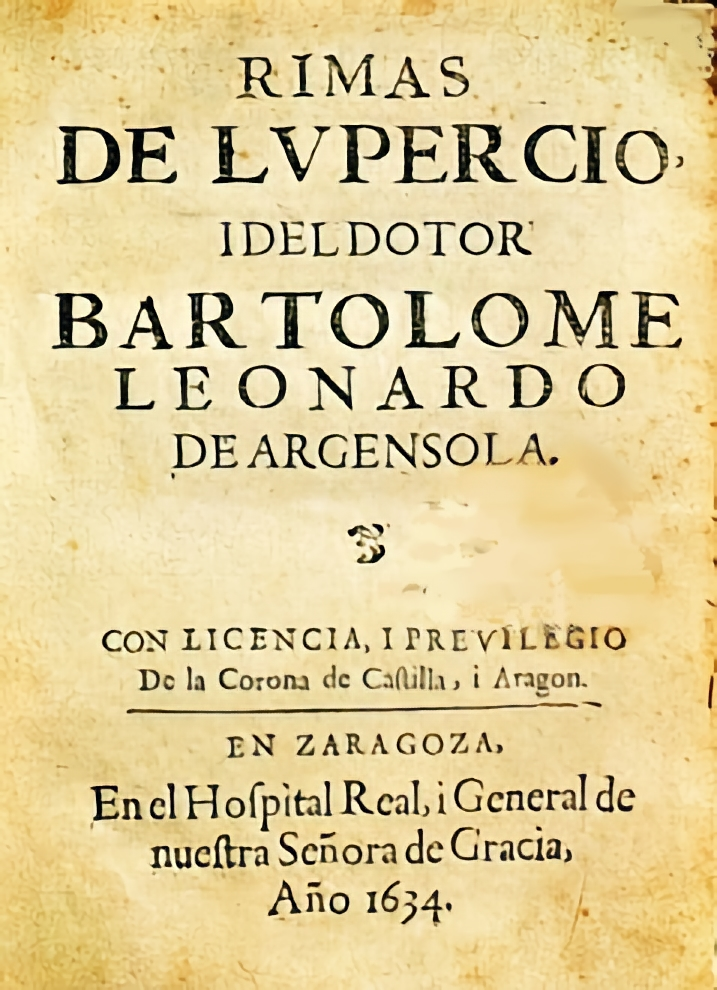
Copertina delle Rimas di Lupercio e Bartolomé Leonardo de Argensola

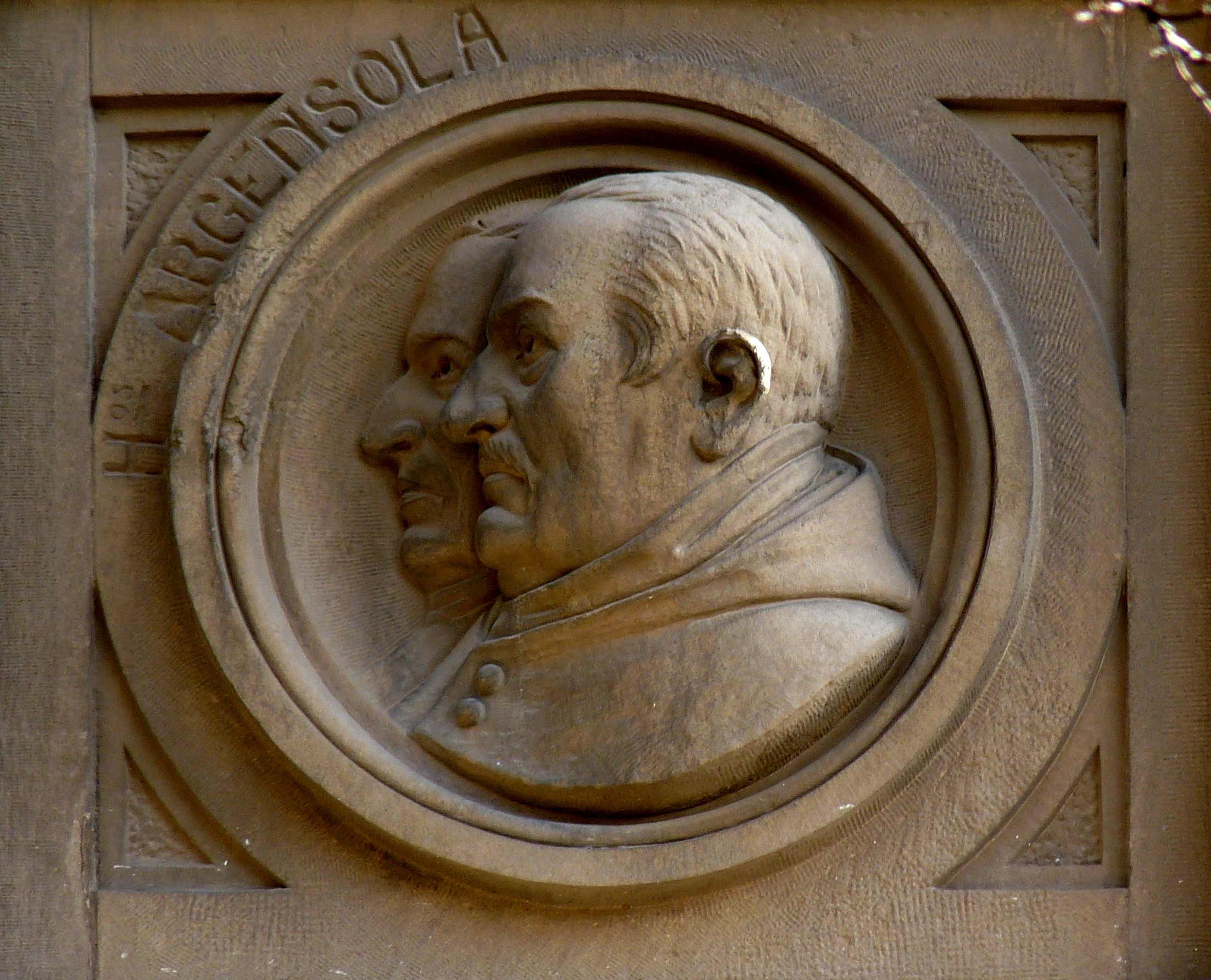
I fratelli Leonardo de Argensola a Saragozza

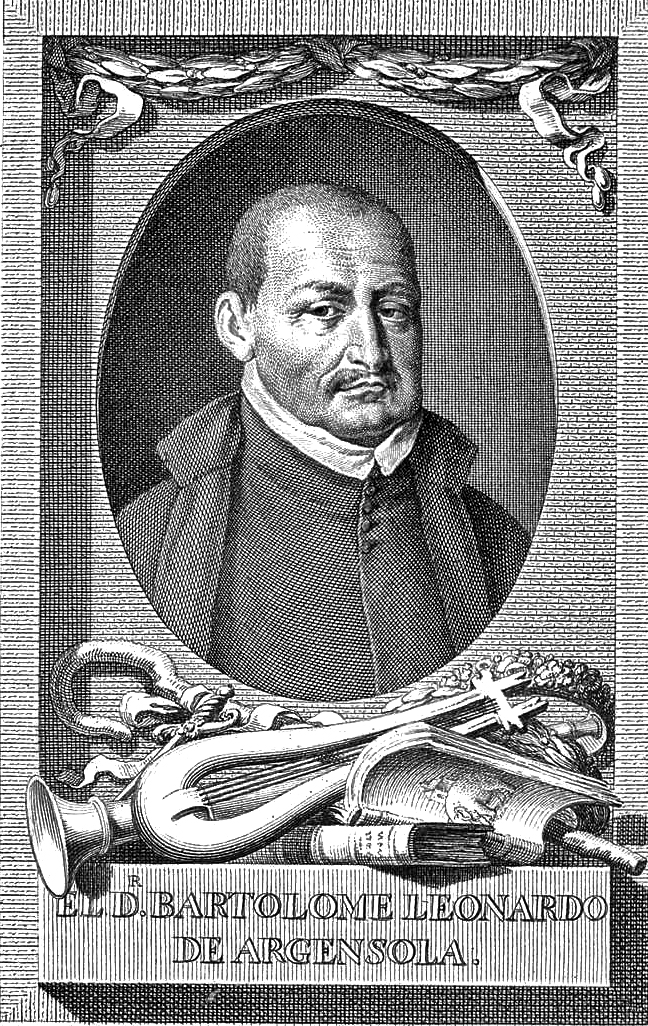
Bartolomé Leonardo de Argensola

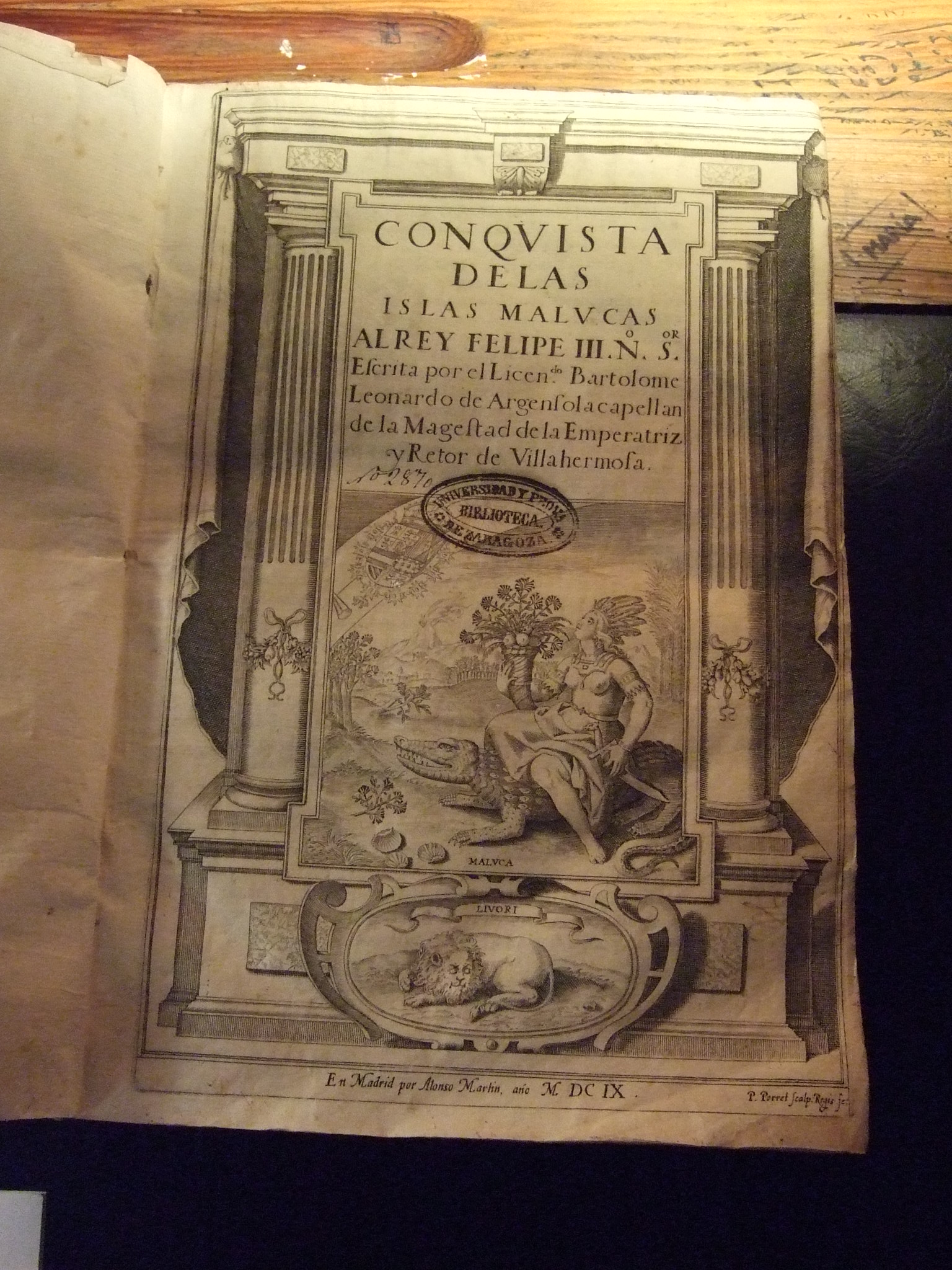
Conquista de las Islas Malucas, 1609

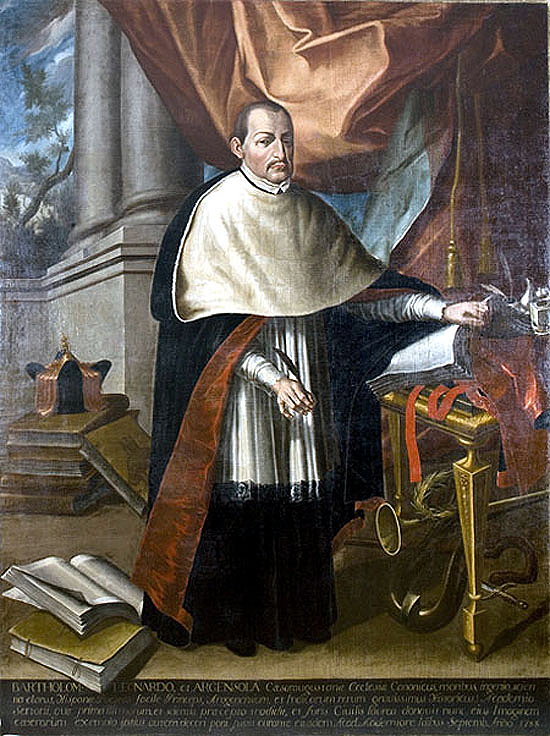
Ritratto di Bartolomé Leonardo de Argensola, del 1788

### Nascita, studi e vocazione
Di nobile origine, figlio di Juan Leonardo e Aldonza de Argensola, studiò assieme al fratello, il poeta e drammaturgo Lupercio, nelle scuole primarie di Barbastro, lettere e filosofia nella Università di Huesca (1574), retorica e storia in quella di Saragozza (1580), sotto la guida di Andrés Schott e di Pedro Simón Abril.
Bartolomé Leonardo de Argensola ebbe una solida educazione classica; scrisse in latino, conosceva il greco e tradusse numerosi autori classici.
Leonardo de Argensola fu ordinato sacerdote, nominato rettore della parrocchia di Villahermosa del Rio a Valencia nel 1586, negli stessi anni in cui suo fratello Lupercio ricevette la posizione di segretario del duca di Villahermosa.

### Cappellano, storiografico, a Napoli
Nel 1590 quando Jerónimo de Blancas morì, Leonardo de Argensola chiese di ottenere la carica di cronista del Regno d'Aragona, spiegando in un documento i requisiti indispensabili per una storiografia e le qualità che dovrebbe possedere un buon cronista, ma
non ottenne il titolo richiesto.
Leonardo de Argensola rientrò dapprima nella sua parrocchia a Villahermosa del Río, poi a Saragozza poco dopo. Alla morte del duca nel 1592 fu nominato cappellano della vedova di Massimiliano II, imperatrice Maria, insieme al fratello Lupercio nella carica di segretario dell'imperatrice, restandovi fino al 1603, scrivendo una buona parte delle sue poesie e incontrando numerosi letterati e nobili, tra i quali Cristóbal de Mesa, Vicente Espinel, Miguel de Cervantes, Lope de Vega, Pedro de Valencia, Francisco Aguilar de Terrones, e grazie alla protezione offerta da Pedro Fernández de Castro, ottenne l'incarico nel 1606 di comporre un'opera storiografica, la Conquista de las islas Molucas (Conquista delle Isole Molucche, Madrid, 1609). Tra le sue altre opere storiografiche, scrisse la Primera parte de los Anales de Aragón (Prima parte degli Annali di Aragona, 1630), continuando l'opera di Jerónimo Zurita y Castro.
Quando il duca di Lemos diventò viceré di Napoli, suo fratello Lupercio ottenne la carica di soprintendente della segreteria di stato del suo vicereame e quindi nel giugno del 1610 Bartolomé, con l'incarico di consigliere in ambito ecclesiastico, si trasferì assieme al fratello e a tutta la famiglia a Napoli, dove soggiornò fino al 1614.
A Napoli diventò membro della Accademia degli Oziosi (1611), che radunava nel chiostro di Santa Maria a Caponapoli, le sedute dei maggiori intellettuali napoletani e spagnoli della prima metà del Seicento, fra i quali Francisco de Quevedo, durante le quali i fratelli Leonardo de Argensola entrarono in contatto con Giambattista Basile, con Giulio Cesare Capaccio, con Antonio Mira de Amescua e altri, e spesso, nei raduni, si recitavano commedie classiche o contemporanee.
A Napoli Bartolomé composte alcune poesie, tra cui la famosa Elegía en la muerte de la reina, doña Margarita, nuestra señora (Elegia nella morte della regina, Dona Margarita, nostra signora, 1611), e due anni dopo la morte del fratello, nel 1615, fu nominato canonico di La Seo di Saragozza, mentre si trovava a Roma, dove incontrò Galileo Galilei, che cercava di vendere i suoi strumenti di navigazione alla corona spagnola.

### Cronista del re, poeta: caratteristiche
Nel 1618 Bartolomé Leonardo de Argensola fu nominato cronista del re per i regni della Corona d'Aragona, che ampliarono i suoi doveri di storico ufficiale. Da questa data risiedette permanentemente a Saragozza anche se di tanto in tanto si recò a Madrid per adempiere ordini professionali, come nel 1619 per alcuni ordini di La Seo.
Tacitista e neo-stoico, Bartolomé approfondi come storico le tematiche della ragione di Stato, della tirannia e dell'esercizio del potere assoluto, scrivendo la storia per capire il passato convinto che la sua conoscenza dovesse sempre essere messa al servizio dell'etica.
Fare poesia per Bartolomé era ispirarsi agli antichi greci e latini, tra i quali Orazio, Virgilio, Giovenale, Persio, Marziale, Pindaro, Luciano di Samosata, utilizzando la terzina in satire, epistole e sermoni. Bartolomé si dimostrò uno fra i più importanti poeti castigliani dell'inizio del Seicento, vicino ed affine al fratello per l'ispirazione ai poeti latini e per il carattere moralizzante e didascalico, anche se Luperciò fu più elegante e Bartolomé più profondo. Espose la sua estetica nell'Epístola a Fernando de Soria, basata sull'Epistola ad Pisones di Orazio.
Suo nipote Gabriel Leonardo de Albion pubblicò nel 1634 a Saragozza l'edizione postuma della poesia di suo padre e di suo zio, 197 poesie, suddivise in quattro gruppi: amorosi, satirici, morali-religiosi, e di circostanza.
Nelle poesie amorose si allontanò, spesso, dal platonismo metafisico, e sembrò raccomandare una relazione fisica descrivendo soprattutto la bellezza femminile.
Bartolomeo era un profondo conoscitore delle satire di Giovenale e di Persio, anche se il suo maestro preferito fu Orazio, che cercò di imitare nelle sue critiche alla corruzione dei costumi della vita di corte, e nelle critiche dei vizi sociali in relazione alla dottrina stoica.
Altre versi appartengono alla poesia morale, che seguì le tematiche tipiche barocche: il predominio della ragione sui sensi, i pericoli del mare, la brevità della bellezza femminile e della vita.
Si dedicò anche alla poesia religiosa, in cui ha miscelato motivi classici e biblici, come nel poema A San Miguel, oltre che alla poesia delle circostanze tipica del suo tempo, incentrata sulla lode di varie personalità o amici, come En la traslación de una reliquia de San Ramón de la iglesia de Roda a la de Barbastro, cuyo obispo había sido (Nella traduzione di una reliquia di San Ramón dalla chiesa di Roda a quella di Barbastro, di cui era stato vescovo), l'Elegía en la muerte del conde de Gelves, don Fernando de Castro (Elegia nella morte del conte di Gelves, don Fernando de Castro, 1610).
Bartolomé non seguì le nuove tendenze poetiche del barocco, che videro in Luis de Góngora e in Lope de Vega i precursori, difatti, come Miguel de Cervantes o Francisco de Medrano, aderì ai canoni del Rinascimento e ad uno stile che aspirava alla qualità e all'armonia dei versi e della prosa.

## Opere principali

### Poesia

#### Opere complete
- Rimas de Lupercio y del doctor Bartolomé Leonardo de Argensola, Saragozza, 1634.

#### Irrintracciabile
- Octavas en alabanza de Orden de la Merced;
- Sátira del Incógnito, manoscritto.

### Prosa
- Discurso historial, 1590, pubblicata nella Memoria indirizzata ai deputati del Regno di Aragona, in cui chiedeva la posizione di cronista;
- Advertimientos a los Diputados del Reino de Aragón de las partes que ha de tener el perfecto coronista, riflessioni sulla metodologia della Storia allegata al Discurso historial... del 1590;
- Alteraciones populares de Zaragoza. Año 1591, rimase incompiuta, perché quando la prima parte fu presentata nel 1624 ai deputati del regno, non risultò di loro gradimento;
- Apología, Madrid, 1609, scritto in difesa di un sonetto suo del 1604 contro l'arte di scherma;
- Comentarios a una carta del rey Fernando el Católico, scritto al Conte di Ribagorza, viceré di Napoli, in difesa della giurisdizione reale;
- Comentarios para la Historia de Aragón. Estos comentarios son desde el año 1615 hasta el año 1626, manoscritto in cui l'autore racconta gli eventi europei della storia contemporanea. Per lungo tempo questo lavoro è stato perso, ma si trovava nella Biblioteca Municipale di Saragozza.  Al momento, c'è un'edizione critica di Javier Ordovás Esteban (Saragozza, Istituzione «Fernando el Católico», 2016);
- Conquista de las islas Molucas, Madrid, 1609;
- Menipo litigante, Demócrito, Dédalo, circa 1585-1598, tre dialoghi: il primo è satira di giudici e avvocati, il secondo contro diversi modi di pazzia e il terzo tratta di anomalie aragonesi, il caso di Antonio Pérez, la legittimità del motivo dello stato e la delusione, con allusioni al "Somnium Scipionis";
- Primera parte de los Anales de Aragón, que prosigue los del Secretario Gerónimo Zurita desde el año MDXVI del Nacimiento de Nuestro Redentor, Saragozza, 1630, comprendono dal 1516 al 1520, la storia con dettagli dei primi cinque anni del regno di Carlo I, con attenzione anche ai fatti americani.

### Traduzioni
- Benedicto de Canfield (William Fitch), Regla de perfección, Saragozza, Juan de Lanaja, 1628, traduzione dal latino;
- Metaphrastes, Simón, Vida y martirio de San Demetrio, traduzione dal latino e per ordine dell'imperatrice Maria d'Austria;
- Diálogo de Mercurio y la virtud de Luciano, dal greco.